# Ogataea thermophila
Ogataea thermophila är en svampart som beskrevs av G. Péter, Tornai-Leh., K.S. Shin & Dlauchy 2007. Ogataea thermophila ingår i släktet Ogataea och familjen Pichiaceae.   Inga underarter finns listade i Catalogue of Life.

## Källor

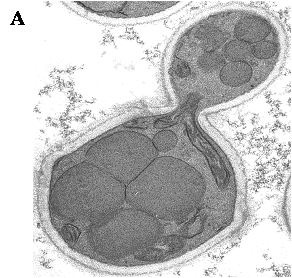
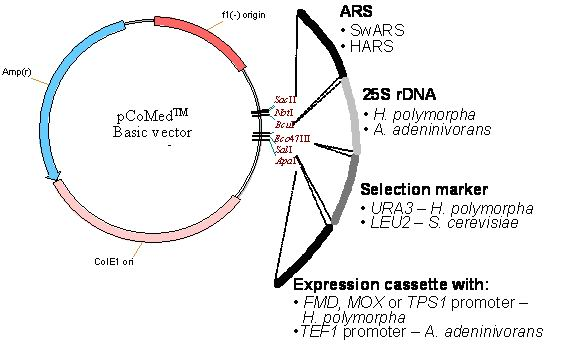